# Mariehällskyrkan
Mariehällskyrkan är en byggnad som fram till 2015 användes som kyrkobyggnad och församlingshus för Bromma församling i Stockholms stift. Byggnaden ligger i stadsdelen Mariehäll i Bromma.
År 2015 såldes byggnaden till Stockholms kommun, som 2016 öppnade en förskola i huset.

## Kyrkobyggnaden
Församlingshuset med kyrksal uppfördes 1922–1924 efter ritningar av arkitekt Carl Alfred Danielsson-Bååk och invigdes 1925. Inte förrän år 1972 invigdes kyrksalen till kyrka av biskop Ingmar Ström.
Byggnaden står på en hög betongsockel och har slätputsade gulmålade fasader. Taket är valmat och klätt med enkupigt rött tegel. Vid nordvästra hörnet är ett guldmålat kors monterat. Församlingshuset inrymmer förutom kyrksalen, ett antal lägenheter och församlingslokaler.
Kyrksalen ligger i församlingshusets västra del och har en nord-sydlig orientering. Koret med en liten absid ligger i söder. Vid kyrkorummets östra sida finns portar till församlingslokaler. Kyrkorummet har ett platt trätak med tre tvärgående bjälkar. Taket har dekormålningar utförda av Filip Månsson. Målningarna ger en illusion av längsgående bjälkar och har en färgskala i grått, blått och rött. Samme konstnär har även dekorerat korets absid.

## Inventarier
- Ett trebent altarbord är av ljus ek.
- På altaret står ett litet krucifix av silver med en blomma av blått glas. Krucifixet är formgivet av silversmeden Sigurd Persson.
- Den åttakantiga dopfunten av ekträ är från 1950. Ett tillhörande dopfat är av mässing.
- Orgeln med fem stämmor är tillverkad av Åkerman & Lund Orgelbyggeri och levererad 1955.

### Webbkällor
- ”Mariehällskyrkan”. Svenska kyrkan. Arkiverad från originalet den 18 april 2013. https://archive.is/20130418102142/http://www.svenskakyrkan.se/default.aspx?id=653506. Läst 20 augusti 2010.
- Lindhagen, Suzanne (2008). ”Mariehällskyrkan” (PDF). Stockholms stift. http://www.svenskakyrkan.se/default.aspx?di=195752.

1. ↑  ”Förskola i K-märkta l Mariehällskyrkan”. Mitt-i. 26 januari 2016. https://mitti.se/nyheter/forskola-i-k-markta-mariehallskyrkan/?omrade=bromma. Läst 11 oktober 2019.[död länk]